# アッ!はぷにんぐ・ニューイヤー
『アッ!はぷにんぐ・ニューイヤー』は、1978年1月1日にフジテレビ系列で放送された正月特別番組（ドッキリ系バラエティ番組）である。
タイトルは、英語で「明けましておめでとうございます」を意味する「ア・ハッピーニューイヤー」のもじり。

## 概要
歌とハプニングでつづるバラエティー・ショー。

女性歌手が正月のうたを合唱するところから早くもハプニングが発生、大きな音とともにマイクが壊れ、中からクモの糸がでてきてびっくりする和田アキ子、また山口百恵が冗談で撃ったピストルから弾（？）が飛び出て人に命中、あわてふためく山口などのハプニングが飛び出す番組。主にホリプロダクション（現：ホリプロ）所属の芸能人が出演した。

## 放送時間
日曜21:00 - 21:54（JST）
- この日は、前日（12月31日）に休止したザ・ドリフターズ出演・渡辺プロ企画・制作協力の『8時だョ!全員集合』（TBS系列）の差し替え版『お正月だョ!全員集合』が19:30 - 20:54に編成された関係上、渡辺プロ制作・ドリフ出演の正月恒例『新春スターかくし芸大会』が翌1月2日に編成されたため、18:00の『一発貫太くん』から23:00の『唄子・啓助のおもろい夫婦』まで通常番組が編成されたが、この枠だけは通常の『さわやかな男』（関西テレビ制作）が編成されず、当番組が編成された[1]。

## 司会者
- 玉置宏

## 出演者

### メイン
- 和田アキ子
- 山口百恵
- 森昌子
- 石川さゆり
- 片平なぎさ
- 西村まゆ子
- 荒木由美子
- 榊原郁恵

### サブ
- 西城秀樹
- 野口五郎
- 黒部幸英
- 青空球児・好児
- トビー門口
- 西田敏行

## スタッフ
- 構成：奥山侊伸
- 音楽：長洲忠彦
- 演奏：小野満とスイングビーバーズ
- コーラス：ミンクス
- 技術：加賀屋寛
- 映像：高津芳英
- 音声：三浦大和
- 照明：滝沢進
- 音響効果：諸橋毅一
- 美術制作：大里寛
- プロデューサー：栂井丈治、小田信吾、川越博
- 演出：長束利博